# C/1989 Y1 (Скоритченко — Джорджа)
Комета Скориченко — Джорджа (Skorichenko-George, C/1989 Y1, старые обозначения 1990 VI и 1989e1) — долгопериодическая комета. Открыта 17 декабря 1989 года советским астрономом Б. Н. Скоритченко (пос. Мезмай, Краснодарский край) и канадским астрономом Д. Джорджем (близ Оттавы, Онтарио, Канада). Скоритченко использовал бинокуляр ТЗК М (Труба зенитная командирская) 12×80мм, а Джордж — 41-сантиметровый телескоп-рефлектор. Джордж обнаружил комету спустя 65 часов поиска. Скоритченко затратил 420 часов.
Комета прошла перигелий 11 апреля 1990 года на расстоянии 1,57 а. е., и была видна на вечернем небе в течение апреля, достигая яркости 9-10m.
В спектре кометы были обнаружены линии излучения C2.
Период обращения вокруг Солнца у кометы составляет около 62 600 лет.